# Mate Dujilo
Mate Dujilo (Zadar, 16 oktober 1982) is een Kroatisch voetballer die bij voorkeur als verdediger speelt. Hij verruilde in augustus 2013 UMF Víkingur voor Motala AIF FK.